# Radisleben

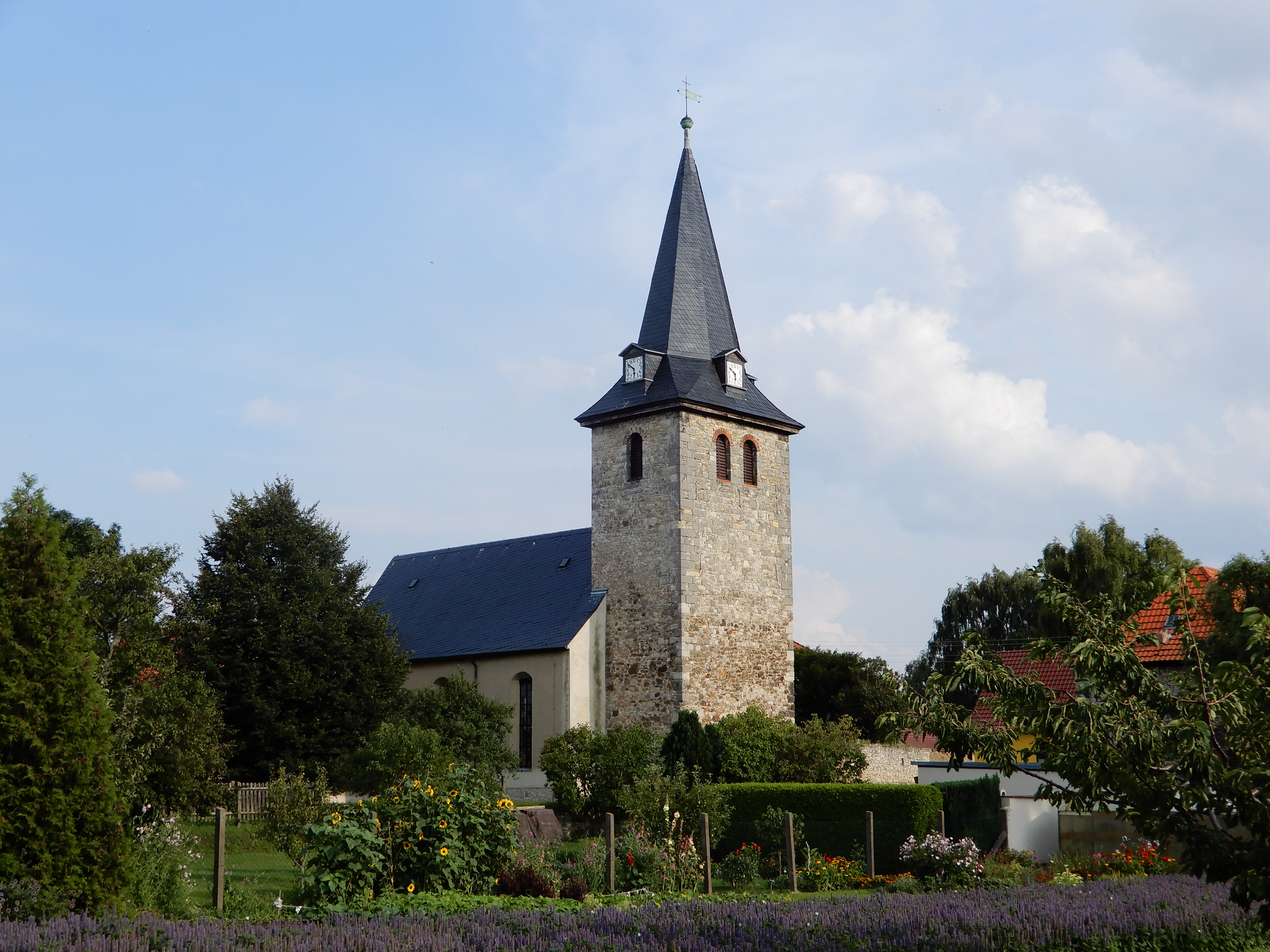
Kirche St. Stephani (2017)

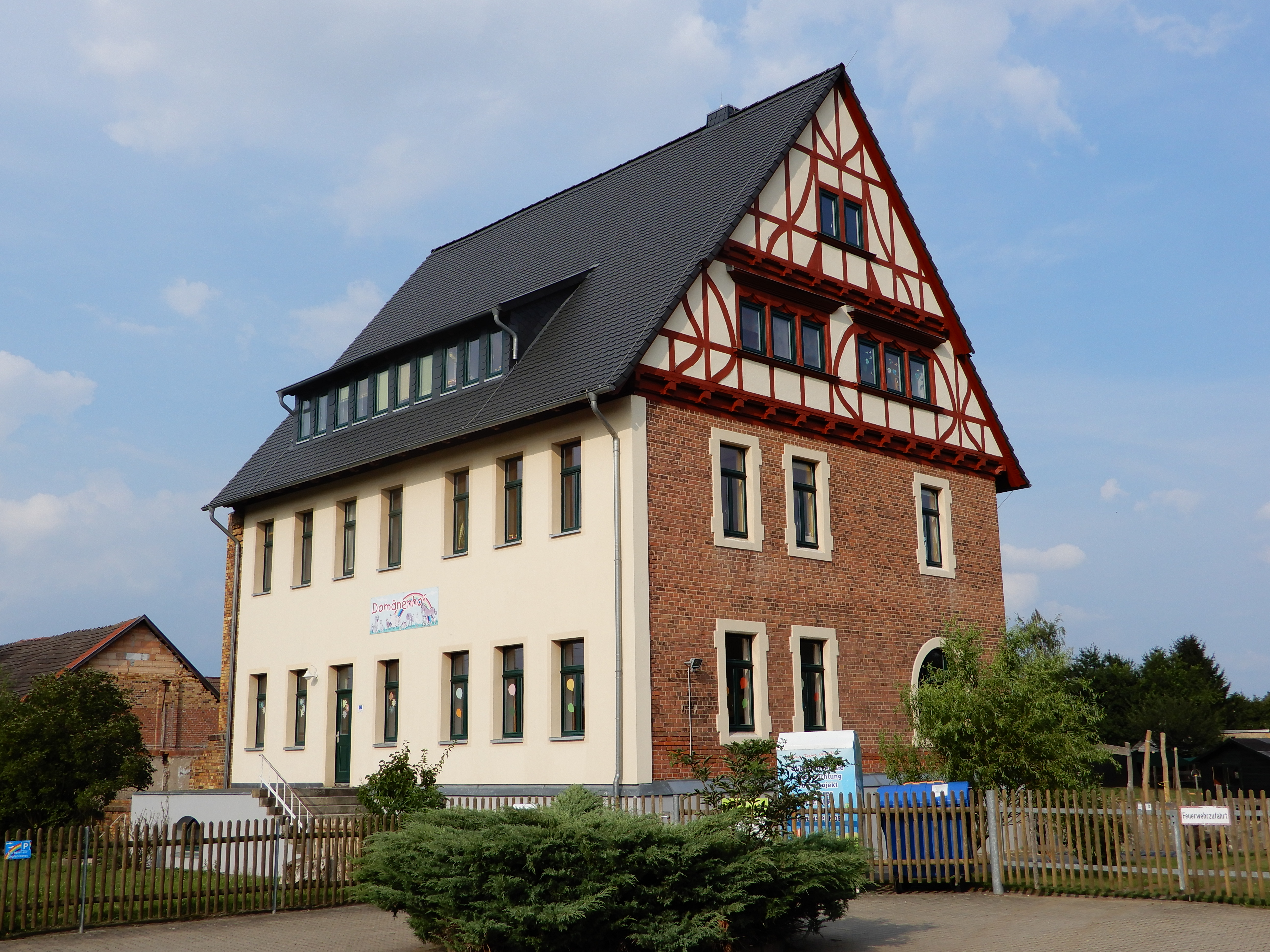
Domäne Radisleben

Radisleben ist ein Ortsteil der Stadt Ballenstedt im Landkreis Harz in Sachsen-Anhalt.
Der Ort liegt am nordöstlichen Rand des Harzes, zwischen Aschersleben und Blankenburg (Harz).

## Geschichte
964 wurde Radisleben erstmals als Rathmersleve urkundlich erwähnt. Die St.-Stephani-Kirche wurde 810 gestiftet, sie ist das Wahrzeichen des Ortes. Die Kirche verfiel im 20. Jahrhundert und wurde nach der Wende neu aufgebaut. Im Jahr 2024 erhielt sie eine neue Orgel. Das elektronisch betriebene Instrument, dessen Pfeifen nur noch der Zierde dienen, wurde 1974 gebaut und stammt aus der entwidmeten katholischen Kirche in Harzgerode.
Am 1. Januar 2010 wurde die bis dahin selbstständige Gemeinde Radisleben in die Stadt Ballenstedt eingemeindet. Das Wappen zeigt einen Früchte tragenden Baum.
Auf dem früheren Domänenhof, einer ehemals herzoglich-anhaltinischen Staatsdomäne, befindet sich eine integrative naturtherapeutische Kindertagesstätte.

## Gedenkstätte
- Gedenkstein und Grabstätten auf dem Ortsfriedhof für fünf (vermutlich polnische) KZ-Häftlinge, die im April 1945 bei einem Todesmarsch vom KZ Langenstein-Zwieberge, einem Außenlager des KZ Buchenwald, von SS-Männern ermordet wurden.

## Verkehr
Radisleben liegt nördlich der Bundesstraße 185, die Harzgerode mit Dessau über Aschersleben und Bernburg verbindet.
Im Bereich des ÖPNV gibt es eine Bushaltestelle, die von der Harzer Verkehrsbetriebe mit der Buslinie 243 angefahren wird.

## Persönlichkeiten
- Hugo Jäntsch (1867–1939), Verwaltungsbeamter und Politiker der DNVP
- Walter Boenicke (1895–1947), deutscher General